# Region Moesa
Die Region Moesa ist eine Verwaltungseinheit des Kantons Graubünden in der Schweiz, die durch die Gebietsreform auf den 1. Januar 2017 entstand. Die Region, benannt nach dem Fluss Moesa, besteht aus dem Misox sowie dem Calancatal.
Die Region Moesa ist mit dem bis zum 31. Dezember 2016 bestehenden Bezirk Moesa identisch.
Die Kreise Calanca und Roveredo wurden auf den 31. Dezember 2016 aufgelöst, der Kreis Misox blieb noch bis zum 31. Dezember 2017 für überkommunale Aufgaben weiter bestehen.

## Einteilung
Zur Region Moesa gehören folgende Gemeinden:
Stand: 1. Januar 2017
| Wappen                 | Name der Gemeinde      | Einwohner (31. Dezember 2023) | Fläche in km² | Einw. pro km² |
| ---------------------- | ---------------------- | ----------------------------- | ------------- | ------------- |
| Buseno                 | Buseno                 | 91                            | 11,15         | 8             |
| Calanca                | Calanca                | 211                           | 37,72         | 6             |
| Cama                   | Cama                   | 691                           | 14,99         | 46            |
| Castaneda              | Castaneda              | 262                           | 3,96          | 66            |
| Grono                  | Grono                  | 1556                          | 37,12         | 42            |
| Lostallo               | Lostallo               | 850                           | 50,87         | 17            |
| Mesocco                | Mesocco                | 1420                          | 164,77        | 9             |
| Rossa                  | Rossa                  | 161                           | 58,89         | 3             |
| Roveredo               | Roveredo (GR)          | 2625                          | 38,80         | 68            |
| San Vittore            | San Vittore            | 912                           | 22,06         | 41            |
| Soazza                 | Soazza                 | 332                           | 46,42         | 7             |
| Santa Maria in Calanca | Santa Maria in Calanca | 119                           | 9,31          | 13            |
| Total (12)             | Total (12)             | 9230                          | 496,06        | 19            |

## Veränderungen im Gemeindebestand

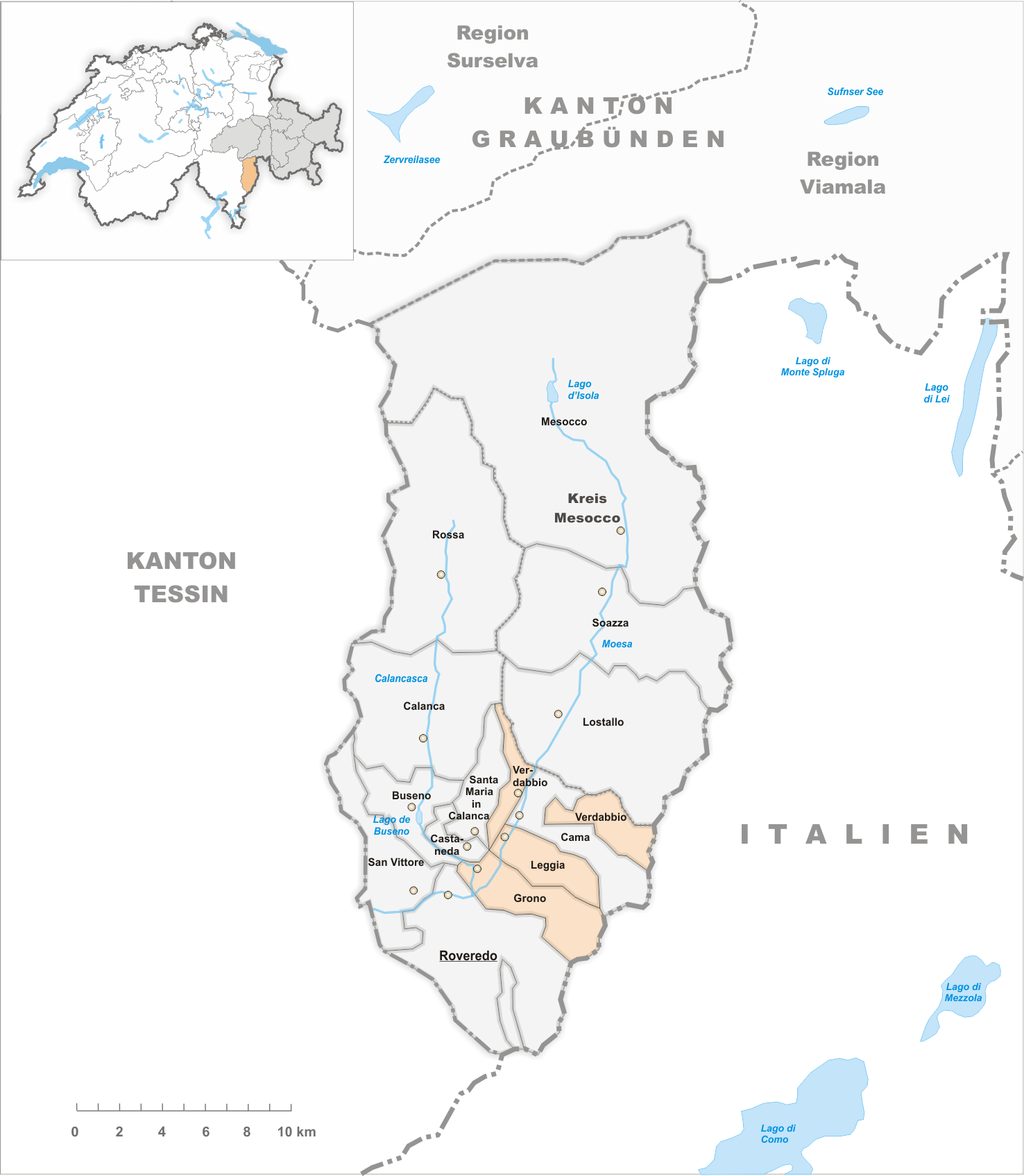
Gemeinden bis 2016

- 2017: Fusion Grono, Leggia und Verdabbio → Grono